# Glasgow
Glasgow [ˈɡlazgəʊ oder ˈglɑːzgəʊ] (Scots: Glesga, schottisch-gälisch: Glaschu [ˈkl̪ˠas̪əxu]; amtlich City of Glasgow; Glaswegian = Adjektiv, Einwohner) ist mit über 635.640 Einwohnern vor Edinburgh die größte Stadt Schottlands und nach London und Birmingham die drittgrößte Stadt des Vereinigten Königreichs. Sie ist eine der 32 Council Areas Schottlands und liegt am Fluss Clyde. Im späten 19. und frühen 20. Jahrhundert hatte Glasgow mehr als eine Million Einwohner; 2017 lebten in der Greater Glasgow and Clyde Area 1.169.110 Personen.
Glasgow gilt im Gegensatz zur schottischen Hauptstadt Edinburgh als „Arbeiterstadt“. Es gibt eine Kathedrale aus dem 12. Jahrhundert und vier Universitäten, die Universität Glasgow, Universität Strathclyde, Glasgow Caledonian University und die University of the West of Scotland sowie die Glasgow School of Art und das Royal Conservatoire of Scotland (ehemals Royal Scottish Academy of Music and Drama) sind zu finden.
2018 belegte Glasgow in einem weltweiten Ranking von Städten nach ihrer Lebensqualität den 50. Platz von 231. Vom 31. Oktober bis 12. November 2021 war Glasgow Tagungsort der 26. Weltklimakonferenz (COP 26).

## Geographie

### Klima
|                       | Jan   | Feb  | Mär  | Apr  | Mai  | Jun  | Jul  | Aug   | Sep   | Okt   | Nov   | Dez   |   |         |
| Mittl. Tagesmax. (°C) | 6,0   | 6,6  | 8,8  | 11,7 | 15,1 | 17,5 | 19,2 | 18,5  | 15,8  | 12,1  | 8,7   | 6,1   | ⌀ | 12,2    |
| Mittl. Tagesmin. (°C) | 1,0   | 1,1  | 2,3  | 4,0  | 6,5  | 9,4  | 11,1 | 11,0  | 8,8   | 6,0   | 3,3   | 1,0   | ⌀ | 5,5     |
|                       |       |      |      |      |      |      |      |       |       |       |       |       |   |         |
| Niederschlag (mm)     | 112,8 | 88,5 | 96,9 | 62,9 | 61,4 | 65,1 | 83,5 | 101,1 | 112,7 | 129,4 | 105,5 | 104,4 | Σ | 1.124,2 |
|                       |       |      |      |      |      |      |      |       |       |       |       |       |   |         |
| Regentage (d)         | 17,0  | 13,5 | 15,7 | 12,5 | 12,0 | 11,7 | 12,7 | 14,1  | 13,8  | 16,6  | 15,9  | 14,7  | Σ | 170,2   |

| 1,0 |

| 1,1 |

| 2,3 |

| 4,0 |

| 6,5 |

| 9,4 |

| 11,1 |

| 11,0 |

| 8,8 |

| 6,0 |

| 3,3 |

| 1,0 |

| 1,0 |

| 1,1 |

| 2,3 |

| 4,0 |

| 6,5 |

| 9,4 |

| 11,1 |

| 11,0 |

| 8,8 |

| 6,0 |

| 3,3 |

| 1,0 |

## Geschichte und Stadtgründung
Seit Jahrtausenden haben Menschen an der Stelle des heutigen Glasgow gesiedelt, wobei der Clyde optimale Voraussetzungen zum Fischfang bot. Um 80 n. Chr. besiedelten die Römer den Ort, der wohl damals Cathures hieß. Später errichteten die Römer um 140 n. Chr. den Antoninuswall, um das römische Britannien vom keltischen und piktischen Caledonia zu trennen. Glasgow selbst wurde der Legende nach vom christlichen Missionar Sankt Mungo (auch bekannt als Sankt Kentigern) im 6. Jahrhundert gegründet. An der Stelle der heutigen Kathedrale soll er eine Kirche errichtet haben, und in den folgenden Jahren wurde Glasgow zu einem religiösen Zentrum. Die Wunder, die man Sankt Mungo zuschreibt, finden sich noch heute im Stadtwappen wieder.

### Mittelalter

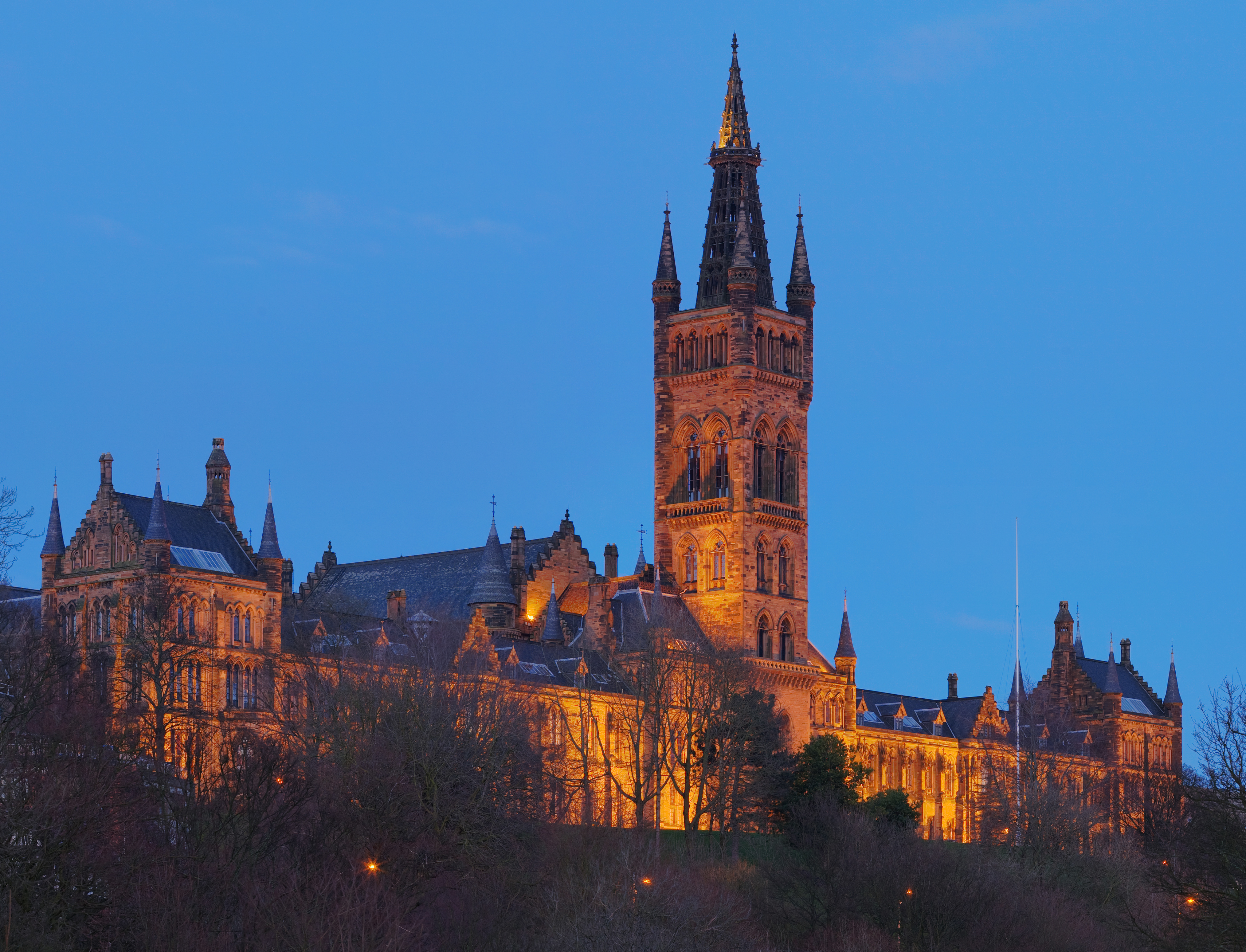
Glasgow University (2008)

Die Geschichte Glasgows ist vage, bis es im 12. Jahrhundert zur Stadt heranwuchs und der Bau der St Mungo’s Cathedral begann. 1451 wurde durch päpstliches Dekret die Universität zu Glasgow gegründet. Anfang des 16. Jahrhunderts war Glasgow zu einem bedeutenden religiösen und akademischen Zentrum geworden.

### Handel und industrielle Revolution
Ebenfalls zu dieser Zeit waren die Händler und Facharbeiter der Stadt zu erheblichem Einfluss gelangt, was die Macht der Kirche zu schmälern begann. Durch den Schiffsverkehr auf dem Clyde wurde Glasgow ein geschäftiges Handelszentrum und zum Tor nach Edinburgh und zum Rest Schottlands.
Glasgows Position im Zentrum des Britischen Empires machte es darüber hinaus zum zentralen Umschlagplatz im Handel mit den britischen Kolonien. Der leichte Zugang zum Atlantischen Ozean erleichterte den Import von amerikanischem Tabak, der dann in ganz Europa verkauft wurde. Handel mit der Karibik erlaubte den Import von Zucker. Seit den 1770er Jahren ermöglichte die Entschlammung des Clyde, mit größeren Schiffen weiter den Fluss hinaufzufahren, was den Grundstein für den Industrie- und Werftbau während des 19. Jahrhunderts legte.
Durch den Überfluss an Kohle und Eisen aus Lanarkshire wurde Glasgow eine Industriestadt, die den Beinamen „zweite Stadt des Empire“ erhielt. Auch die Baumwollindustrie und Textilherstellung florierte. Arbeiter aus Schottland, Irland und dem übrigen Europa zog es in die aufstrebende Stadt. Sie mussten sich oft in überfüllten Quartieren mit schlechten Wohnungen wie den Gorbals niederlassen. Glasgow hatte noch nach dem Zweiten Weltkrieg die höchste Bevölkerungsdichte aller britischen Großstädte: Auf einen Acre kamen hier 36,2 Personen; in Liverpool 31,5; in Manchester 28,1 und in Edinburgh 13,5 Personen. Durch die industrielle Revolution wurde Glasgow zu einer der reichsten Städte der damaligen Welt. Wohlhabende Händler finanzierten spektakuläre Bauten, Parks, Museen und Bibliotheken. Fabriken wurden als wahre Prachtbauten errichtet, so zum Beispiel eine Teppichfabrik (Templeton Carpet Factory), die als Kopie des Dogenpalastes von Venedig gestaltet wurde. Hier fanden große internationale Industrieausstellungen statt, 1888 zum Beispiel im Kelvingrove Park und 1938 die Empire Exhibition im Bellahouston Park.
Glasgow wurde auch kulturell zu einem wichtigen Zentrum. Zahlreiche Galerien siedelten sich an, und außergewöhnliche Gebäude entstanden, wie die Glasgow School of Art, erbaut von Charles Rennie Mackintosh, oder die (heute rekonstruierten) Willow Tearooms desselben Architekten.

### Nachkriegszeit
Am 31. Januar 1919 wurden beim sogenannten 'Battle of George Square‘ Panzer gegen für die 40-Stunden-Woche Streikende eingesetzt.
Nach dem Ersten Weltkrieg litt Glasgow am weltweiten Niedergang der Wirtschaft. Obwohl in Glasgow weiterhin Schiffe und Züge hergestellt wurden, wurden billigere Arbeitskräfte außerhalb der Stadt zur Konkurrenz. Die Lage der Arbeiterklasse in der Stadt verschärfte sich, es entwickelte sich ein Bewusstsein für die eigene Situation. Die Arbeiterschaft politisierte sich zunehmend. So entsandten die Glasgower Arbeiter zur Unterstützung der spanischen Republik eine ganze Brigade in den Spanischen Bürgerkrieg 1936–1939. Seit den 1960er Jahren ging es mit der Wirtschaft der Stadt steil bergab.
In den 1970er und 1980er Jahren wurden Stahlwerke, Kohleminen, Motorenwerke und andere Schwerindustrie in und um Glasgow geschlossen, was zu Massenarbeitslosigkeit und zum Zerfall der Stadt führte. Trotz Schiffsneubauten wie der Queen Elizabeth 2 wurde eine Werft nach der anderen geschlossen. Zur Jahrtausendwende existierten nur noch zwei Werften, die beide ausschließlich aus Rüstungsaufträgen der Regierung finanziert wurden. Seit Mitte der 1980er Jahre gibt es jedoch durch Strukturwandel hin zur Dienstleistungsbranche einen beschwerlichen Aufschwung – ein Finanzdistrikt wurde geschaffen. Die ehemaligen Fabrikgelände in den Vororten wurden von der Unterhaltungsindustrie bezogen.

### Seit 1990

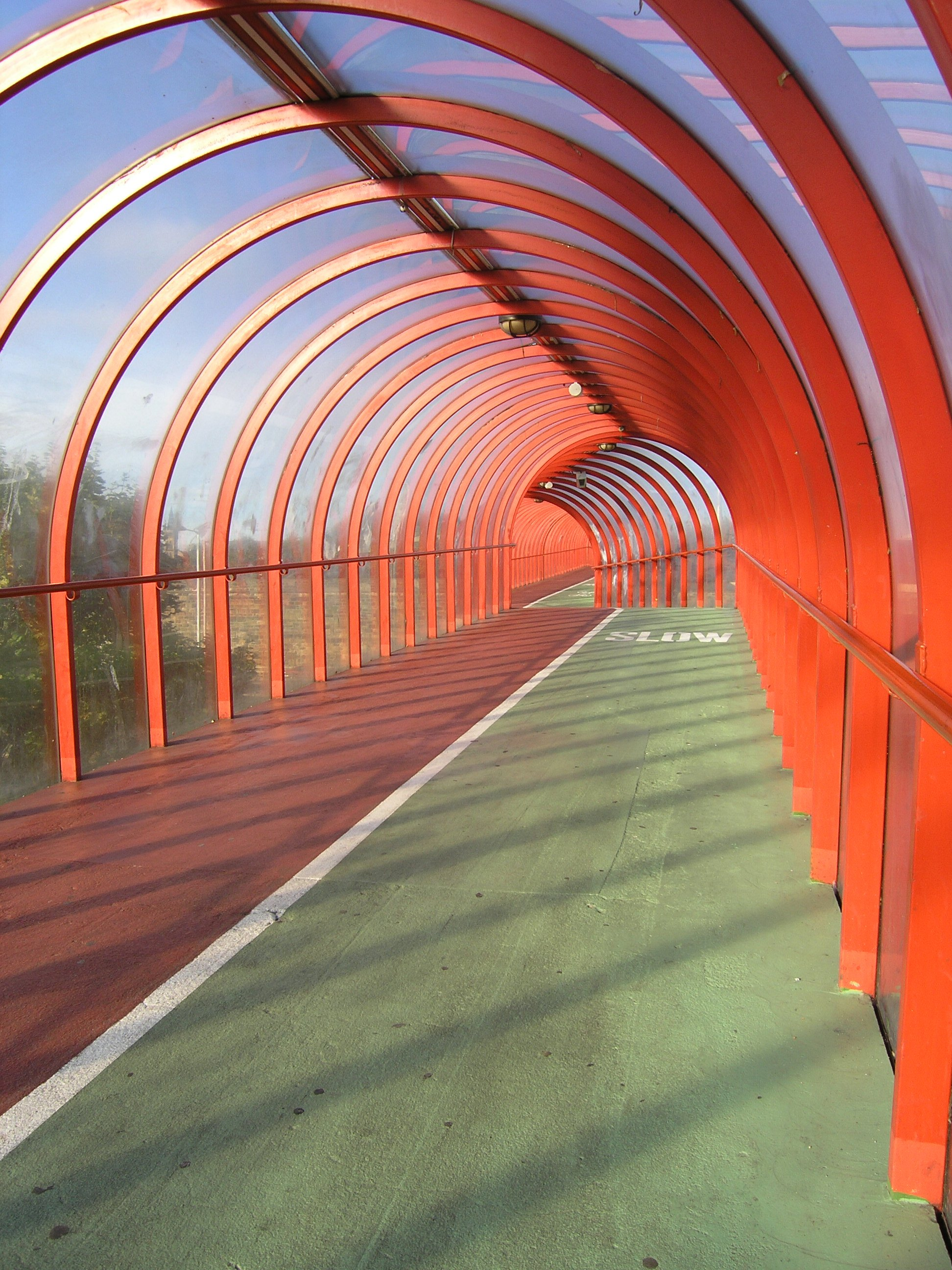
Scottish Exhibition and Conference Centre Footbridge (2009)

In den 1990er Jahren hat sich Glasgow kontinuierlich von seinem Niedergang erholt. Die Stadt hat in den vergangenen 15 bis 20 Jahren große Summen in die Renovierung und Restaurierung einer Vielzahl von Gebäuden investiert. Durch diesen Aufwand ist die Lebensqualität in der Stadt spürbar gestiegen. 1990 wurde (statt London oder Edinburgh) überraschenderweise Glasgow 6. Europäische Kulturhauptstadt und 1999 mit dem Titel UK City of Architecture and Design ausgezeichnet. 2003 wurde Glasgow Europäische Sporthauptstadt. Mit dem Strukturwandel bekam Glasgow auch ein modernes Kultur- und Kongresszentrum, wo zahlreiche unterschiedliche Veranstaltungen stattfinden, darunter solche wie die Science-Fiction-World-Cons „Intersection“ 1995 und „Interaction“ 2005 mit etwa 4000 Teilnehmern. Tourismus, Sportveranstaltungen und große Konferenzen prägen das Bild des modernen Glasgow.

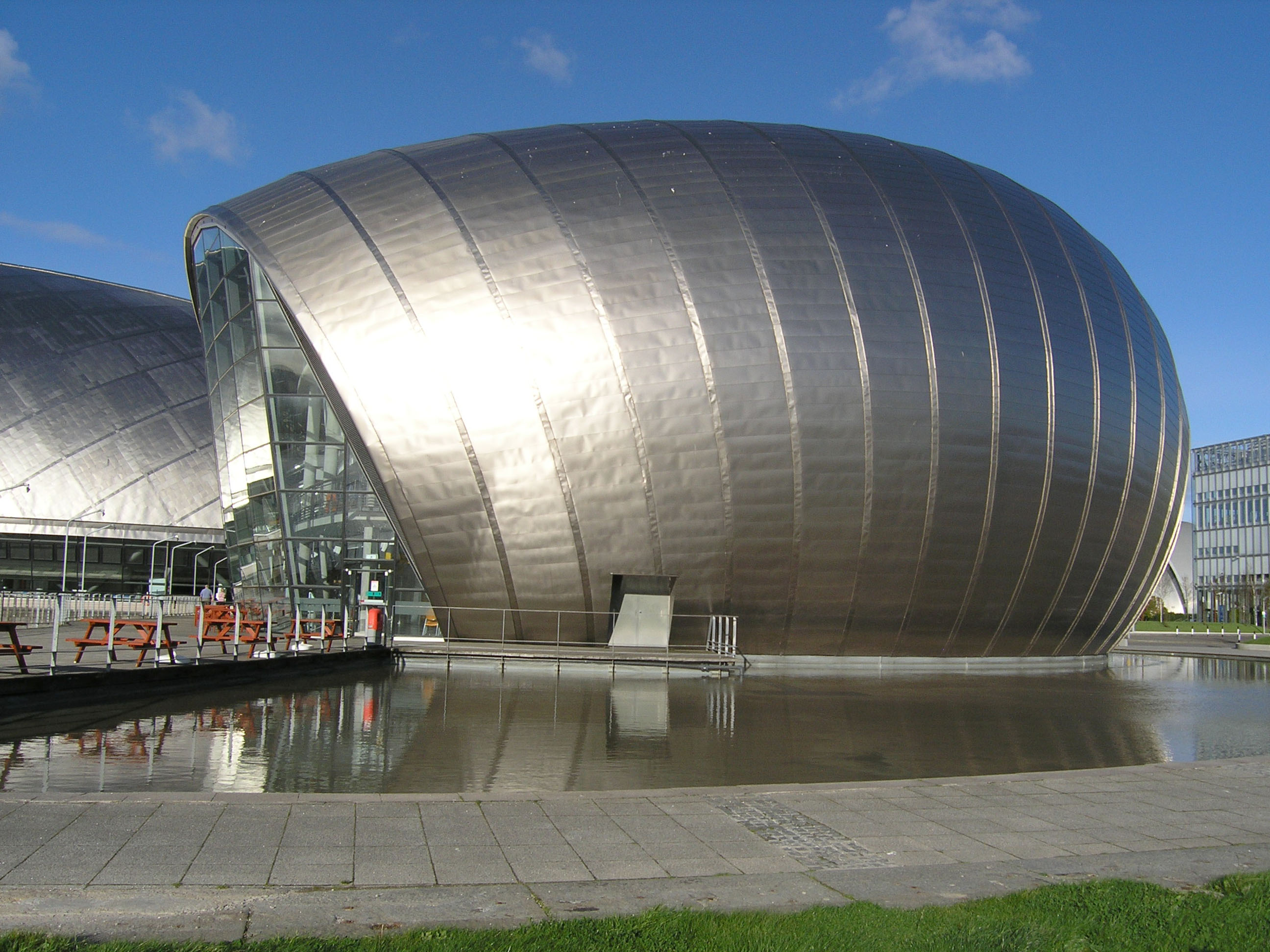
Glasgow Science Centre (2009)

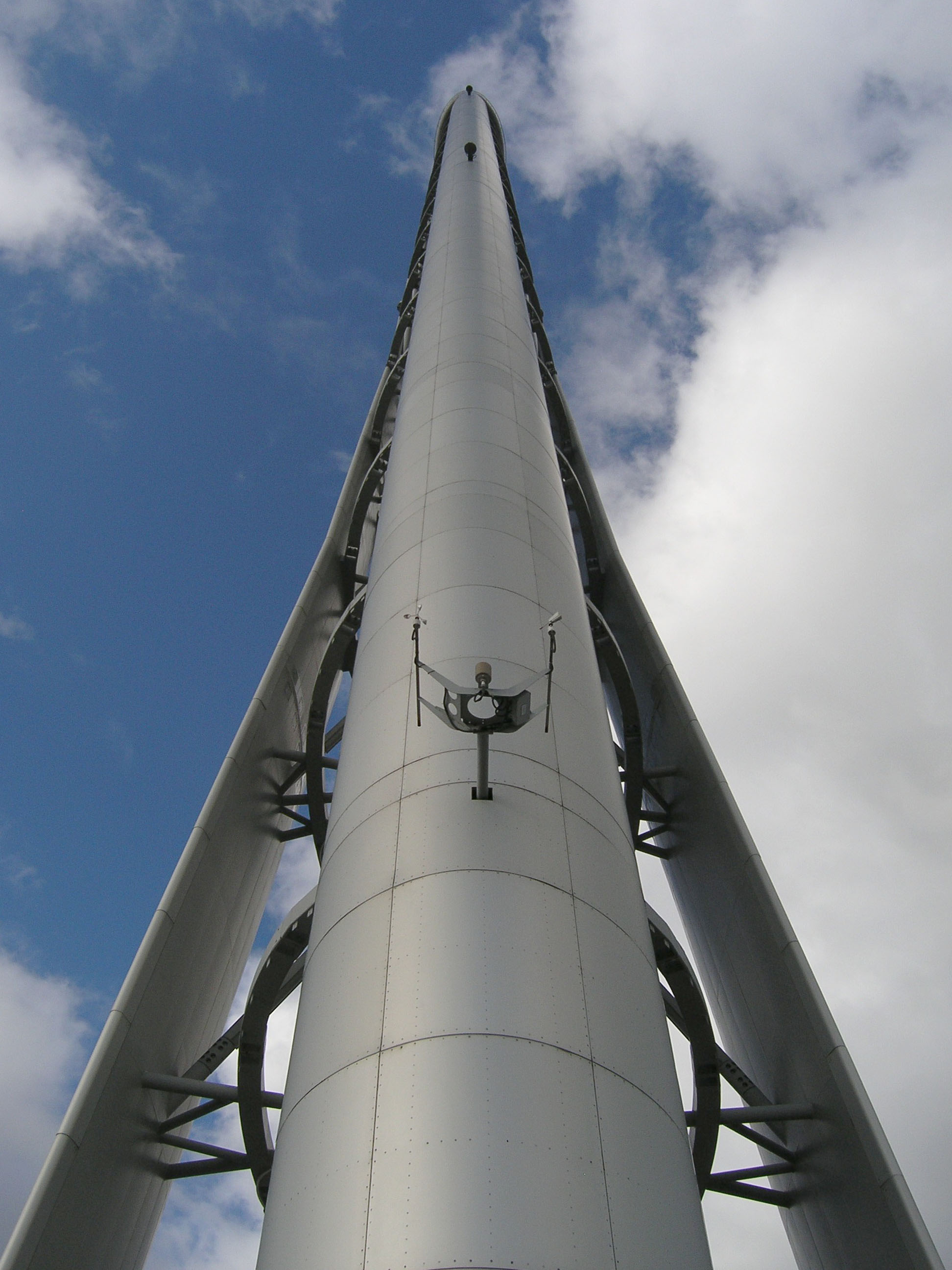
Glasgow Tower (2009)

Mit dem Glasgow Science Centre, dem Glasgow Tower von Richard Horden und dem Clyde Auditorium von Norman Foster hat die Stadt auch einiges an moderner Architektur zu bieten.
Dennoch waren nach einer Studie des ONS im Jahr 2012 30,2 % aller Wohnungen von arbeitslosen Familien bewohnt. Viele Bewohner der Stadt haben keinen Anteil am Aufschwung. In Vierteln wie Calton liegt, bedingt durch den Niedergang der schottischen Stahlindustrie und daraus folgende Phänomene wie Massenarbeitslosigkeit, Armut, soziales Elend und weit verbreiteten Alkoholismus, die statistische Lebenserwartung bei 53 Jahren.
Diese, auch im Vergleich mit anderen deindustrialisierten britischen Städten, hohe Sterblichkeit wird in der Medizin auch als Glasgow-Effekt bezeichnet. Als Grund wird zum einen eine in Schottland, verglichen mit England und Wales, generell höhere Sterblichkeit genannt. Speziell in Glasgow und der umliegenden Region waren erhöhte Werte langer und schwerer Erkrankungen, von Krebs, Alkoholismus und psychischen Erkrankungen, insbesondere bei Männern, festgestellt worden. Ein medizinischer Report gibt als Gründe an: die in Glasgow, verglichen mit anderen britischen Städten, von vornherein besonders hohe Bevölkerungsdichte, die seit den 1950er Jahren vom Londoner Schottland-Amt verfolgte Strategie der Ansiedlung ausgebildeter Arbeitskräfte in neuen Siedlungen am Rand der Stadt, in der die ungelernten Arbeitskräfte übrig blieben, der im britischen Vergleich ungewöhnliche Bau vieler Hochhäuser und die Politik der Glasgower Stadtverwaltungen seit den 1980er Jahren, die mehr auf Eigentumsbildung und Abriss von Mietshäusern als auf deren qualitative Verbesserung setzte.
Jugendkriminalität ist weit verbreitet. Besonders betroffen sind Stadtviertel in der Peripherie wie Drumchapel, Castlemilk und Easterhouse. Für die meisten Jugendlichen ist die Beteiligung an einer Jugendgang aber ein Übergangsritus und sie steigen nach einer Weile wieder aus; ein Verbleiben oder Hineinwachsen in die organisierte Kriminalität ist seltener als in anderen Städten. Glasgow war lange das Gebiet mit dem höchsten Prozentsatz an Morden innerhalb des Vereinigten Königreiches. 2007 kamen 4,5 Morde auf 100.000 Einwohner. 2012 sank die Quote auf 2,7 Morde, lag aber immer noch klar vor London mit 1,67 Morden und dem Landesdurchschnitt von 1,0 Morden.
Ein Report über die möglichen Folgen des Brexits für Glasgow verlangt von den Regierungen Schottlands und Großbritanniens eine gezielte Unterstützung der Region, insbesondere einen vollständigen Ersatz der Zuwendungen aus der EU.

## Stadtgliederung
Häufig teilt man Glasgow in fünf Bezirke (englisch Areas oder Districts) ein, die jedoch keiner verwaltungstechnischen Untergliederung entsprechen:
- City Centre
- North Glasgow
- East End
- South Side
- West End

Die administrative Gliederung umfasst die folgenden Ortsteile (englisch Neighbourhoods):
| - Anniesland, Jordanhill and Whiteinch - Arden and Carnwadric - Baillieston and Garrowhill - Balornock and Barmulloch - Bellahouston, Craigton and Mosspark - Blackhill and Hogganfield - Blairdardie - Broomhill and Partick West - Calton and Bridgeton - Carmunnock - Castlemilk - Cathcart and Simshill - City Centre and Merchant City - Corkerhill and North Pollok - Crookston and South Cardonald - Croftfoot - Dennistoun - Drumchapel - Easterhouse - Govanhill - Greater Gorbals - Greater Govan - Haghill and Carntyne - Hillhead and Woodlands - Hyndland, Dowanhill and Partick East - Ibrox and Kingston - Kelvinside and Kelvindale - Kingspark and Mount Florida | - Knightswood - Lambhill and Milton - Langside and Battlefield - Maryhill Road Corridor - Mount Vernon and East Shettleston - Newlands and Cathcart - North Cardonald and Penilee - North Maryhill and Summerston - Parkhead and Dalmarnock - Pollok - Pollokshaws and Mansewood - Pollokshields East - Pollokshields West - Priesthill and Househillwood - Riddrie and Cranhill - Robroyston and Millerston - Ruchazie and Garthamlock - Ruchill and Possilpark - Shawlands and Strathbungo - Sighthill, Royston and Germiston - South Nitshill and Darnley - Springboig and Barlanark - Springburn - Temple and Anniesland - Tollcross and West Shettleston - Toryglen - Yoker and Scotstoun - Yorkhill and Anderston |

## Politik

### Parlamente
Für Wahlen zum Stadtparlament, dem Glasgow City Council, ist Glasgow in 21 Wahlkreise („Wards“) aufgeteilt.
| Partei       | Sitze | ±   |
| ------------ | ----- | --- |
| SNP          | 39    | +12 |
| Labour       | 31    | −13 |
| Conservative | 8     | +7  |
| Green        | 7     | +2  |

- SLP: 31
- SGP: 7
- SNP: 39
- SCP: 8

Bei der Wahl zum Schottischen Parlament am 3. Mai 2016 gewannen die Labour Party in Glasgow 4 (+1) Sitze, die SNP 9 (−2) Sitze sowie Konservative 2 (+1) und Grüne wie bisher einen Sitz (in Klammern die Differenz zur Wahl 2011).
Für Wahlen zum britischen Unterhaus ist Glasgow in sieben Wahlkreise eingeteilt. Bei der Unterhauswahl 2017 konnte die SNP sechs und die Labour Party einen Wahlkreise gewinnen.

### Verwaltungsgeschichte
Historisch zur Grafschaft Lanarkshire gehörig, war Glasgow neben Edinburgh, Aberdeen und Dundee ab 1893 eine der vier Counties of Cities in Schottland. 1975 wurde Glasgow zu einem District der Region Strathclyde. Gleichzeitig wurden aus Lanarkshire die Orte Rutherglen, Cambuslang, Baillieston, Garrowhill, Mount Vernon und Carmyle nach Glasgow eingemeindet. 1996 wurde Glasgow im Rahmen der Einführung einer einstufigen Verwaltungsstruktur zur Council Area „City of Glasgow“. Gleichzeitig wurden einige Eingemeindungen von 1975 wieder rückgängig gemacht. Rutherglen und Cambuslang wurden wieder ausgegliedert und gehören seitdem zur Council Area South Lanarkshire.
Glasgow ist auch eine der Lieutenancy Areas von Schottland.

## Kirchen

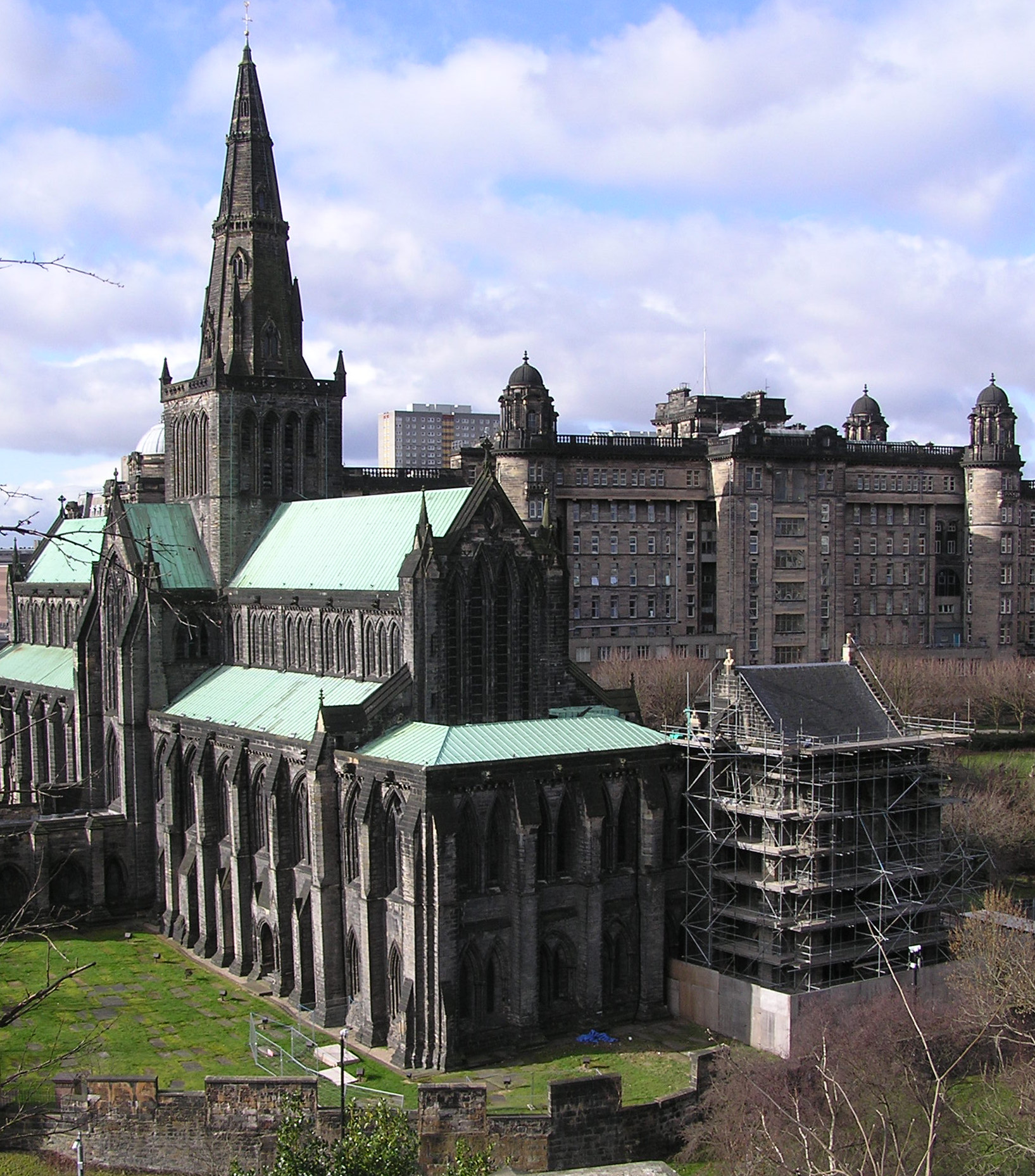
Glasgower Kathedrale, im Hintergrund die Glasgow Royal Infirmary

- Das Kirchengebäude der Glasgower Kathedrale ist im Besitz der Krone und wird von Historic Scotland instand gehalten. Den Gottesdienst hält die Gemeinde der Church of Scotland. Sie steht in der reformierten Tradition der Universalkirche, die mit Christus und den Aposteln begann, und wird presbyterianisch geführt.
- Die Kathedrale St. Andrew’s ist der Sitz des römisch-katholischen Erzbischofs und der Erzdiözese von Glasgow.
- 1935 wurde die katholische St Anne’s Church erbaut.

- Die klassizistische Kirche St Andrew’s in the Square ist heute Veranstaltungsstätte.

## Kultur
Glasgow bietet eine Reihe von ebenso architektonisch spektakulären wie überregional bedeutenden Museen. Das herausragende Kunstmuseum ist Kelvingrove Art Gallery and Museum. Außerdem gibt es das Hunterian Museum and Art Gallery (an der University of Glasgow), das Centre for Contemporary Art (CCA) und die Burrell Collection. Letztere geht auf die Privatsammlung von William Burrell zurück, die er der Stadt vermacht hat. Das Riverside Museum beherbergt das Glasgow Museum of Transport am Pointhouse Quay im Hafen Glasgows und widmet sich damit der Vergangenheit der Stadt als Fabrikationsstandort der Eisenbahn und des Schiffsbaus. Der von Zaha Hadid entworfene Neubau eröffnete im Juni 2011. Das Glasgow Science Centre verlangt als einzige Kulturinstitution Eintritt. Es ist das größte seiner Art in Schottland und belebt das ehemalige Industriegelände des Pacific Quay.
Das Glasgow Museums Resource Centre präsentiert als ausgedehntes Lagergebäude zahlreiche museale Exponate.

## Verkehr
Die Glasgow Bridge quert den River Clyde.
Die beiden Hauptbahnhöfe der Stadt sind Glasgow Central an der Caledonian Railway Bridge und Queen Street. Glasgow besitzt die drittälteste U-Bahn der Welt, welche am 14. Dezember 1896 unter der Bezeichnung Glasgow Underground Railway eröffnet wurde.
Der Nahverkehr wird organisiert von der Strathclyde Partnership for Transport (SPT).

### Luftverkehr
Glasgow ist über die beiden Flughäfen Glasgow International und Glasgow Prestwick an den Luftverkehr angebunden. Während ersterer von zahlreichen Fluggesellschaften aus verschiedenen Ländern angeflogen wird, wird letzterer fast nur von der Fluggesellschaft Ryanair bedient, die von dort aus allerdings ebenfalls ein stattliches Streckennetz unterhält.

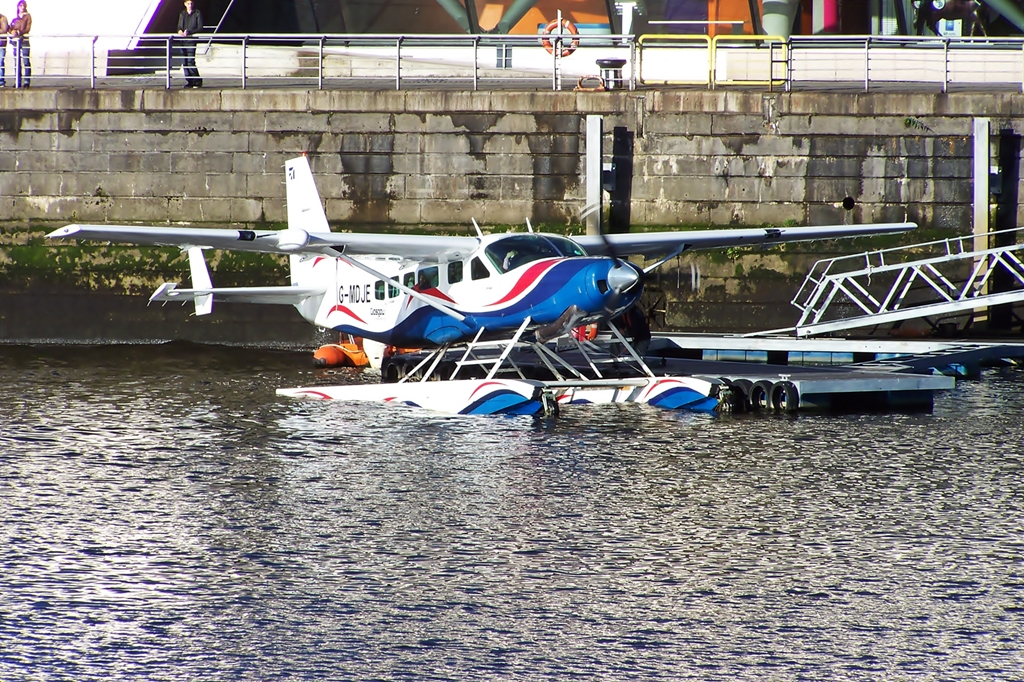
Cessna 208 Wasserflugzeug (G-MDJE) von Loch Lomond Seaplanes am Steg des Glasgow Seaplane Terminals

2,5 Kilometer westlich des Stadtzentrums am Südufer des Flusses Clyde befindet sich der Glasgow Seaplane Terminal. Der Wasserlandeplatz liegt am Princes Dock neben dem Glasgow Science Centre. Etwa 2,5 Kilometer westlich des Glasgow Seaplane Terminal, ebenfalls am Südufer des Flusses Clyde, befindet sich der Glasgow City Heliport, ein Hubschrauberlandeplatz.

## Sport
Das sportliche Geschehen in Glasgow wird von den beiden Fußballclubs Celtic und Rangers und ihrer traditionsreichen, Old Firm genannten Rivalität dominiert. Die wichtigsten Fußballstadien der Stadt sind
- Celtic Park (Celtic F.C.) im Stadtteil Parkhead, 60.832 Plätze
- Hampden Park (Queen’s Park F.C. und Nationalmannschaft) im Stadtteil Mount Florida, 52.054 Plätze
- Ibrox Stadium (Rangers F.C.) im Stadtteil Ibrox, 50.467 Plätze
- Firhill Stadium (Partick Thistle F.C.) im Stadtteil Maryhill, 10.887 Plätze.

Für die Commonwealth Games 2014 wurde ein großer Sportkomplex errichtet, der 2012 fertiggestellt wurde:
- Emirates Arena im Stadtteil Parkhead

Die Turn-Weltmeisterschaften 2015 und die Turn-Europameisterschaften 2018 fanden in der SSE Hydro Arena statt.
Glasgows professionelle Rugbymannschaft, die Glasgow Warriors, bestreiten im Scotstoun Stadium ihre Heimspiele während der Pro14. Glasgow war unter anderem einer der Austragungsorte bei der Rugby-Union-Weltmeisterschaft 1999.
Glasgow ist im August 2023 Austragungsort der Radsport-Weltmeisterschaften, die es zum ersten Mal in dieser Form gibt. Bereits 2018 fanden hier die Radsport-Ereignisse während der European Championships 2018 statt.
Als wichtige Ranglistenturniere im Snooker wurden 2004 (im Scottish Exhibition and Conference Centre) die Players Championship, 2008 (ebenda) und 2009 (in der Kelvin Hall) der Grand Prix, 2010 (wieder im Scottish Exhibition and Conference Centre) die World Open sowie von 2016 bis 2019 (in der Emirates Arena) die Scottish Open ausgetragen.

## Städtepartnerschaften
Partnerstädte von Glasgow sind:
| - Havanna, Kuba (seit 2002) - Turin, Italien (seit 2003) - Nürnberg, Deutschland (seit 1985) - Rostow am Don, Russland (seit 1986) | - Marseille, Frankreich (seit 2006) - Dalian, China (seit 1997) - Bethlehem, Palästina (seit 2007) - Lahore, Pakistan (seit 2006) |